# Qubalı
Qubalı (ryska: Кубалы) är en ort i Azerbajdzjan.   Den ligger i distriktet Hacıqabul Rayonu, i den östra delen av landet, 90 km väster om huvudstaden Baku. Qubalı ligger 221 meter över havet och antalet invånare är 430.
Terrängen runt Qubalı är kuperad. Runt Qubalı är det ganska glesbefolkat, med 31 invånare per kvadratkilometer.. Närmaste större samhälle är İkinci Udullu, 2,4 km söder om Qubalı. 
Omgivningarna runt Qubalı är i huvudsak ett öppet busklandskap.